# Elektrostatik

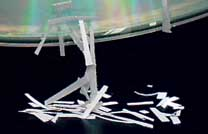
Pappersbitar som attraheras av en elektriskt laddad CD-skiva.

Elektrostatik är läran om hur elektriska laddningar i vila påverkar varandra.
Om laddningarna är i rörelse uppkommer även ett magnetfält. Studiet av magnetiska fält och laddningar i rörelse kallas elektrodynamik.

## Coulombs lag
Grundläggande inom elektrostatiken är Coulombs lag: två punktladdningar i vila påverkar varandra med kraften
{\displaystyle F=k{q_{1}q_{2} \over r^{2}}}
där {\displaystyle q_{1}} och {\displaystyle q_{2}} är de elektriska laddningarna i punkterna och {\displaystyle r} avståndet mellan dem. I Internationella måttenhetssystemet (SI) mäts laddningen i coulomb, avståndet i meter och konstanten är {\displaystyle k=(4\pi \epsilon _{0})^{-1}} där {\displaystyle \epsilon _{0}} är den elektriska permittiviteten i vakuum. Kraften fås då i newton.
{\displaystyle q_{1}} och {\displaystyle q_{2}} inkluderar laddningarnas tecken (positiv eller negativ laddning), vilket innebär att kraften är repellerande för laddningar med lika tecken och attraherande för laddningar med olika tecken.
I verkligheten uppträder laddningar utbredda i ledande material. Mer avancerad elektrostatik handlar därför bland annat om hur utbredda laddningar påverkar varandra.
Sådana beräkningar förenklas ofta av att man betraktar ett "elektriskt fält" som uppkommer av den ena laddningen, och hur det påverkar den andra laddningen. Det elektriska fältet påverkas också av olika material som finns mellan laddningarna.

## Statiskt elektriskt fält

Det elektrostatiska fältet (linjer med pilar) från en närliggande positiv laddning (+) orsakar att rörliga laddningar i ledande objekt separeras på grund av elektrostatisk induktion. Negativa laddningar (blå) attraheras och rör sig till ytan av det objekt som är vänt mot laddningen. Positiva laddningar (röda) repelleras och rör sig mot de sidor som är vända från laddningen. Dessa inducerade ytladdningar har exaxt den storlek och form som krävs för att kompensera de elektriska fälten från andra områden i materialet. Därför är det elektrostatiska fältet inuti det ledande objektet noll och den elektrostatiska potentialen är konstant

Elektriska fältlinjer är användbara för att åskådliggöra elektriska fält. Fältlinjer startar på en positiv laddning och terminerar på en negativ. Elektriska fältlinjer är parallella med det elektriska fältets riktning och linjernas densitet är ett mätetal för fältets intensitet i en given punkt. Det elektriska fältet {\displaystyle {\vec {E}}} kan definieras överallt, med undantag för punktladdningarnas positioner (där fältet divergerar till oändligheten). Det är bekvämt att placera en hypotetisk testladdining i en punkt där inga laddningar är närvarande. Enligt Coulomb:s lag, kommer denna testladdning att påverkas av en kraft, som kan användas för att definiera det elektriska fältet enligt
{\displaystyle {\vec {F}}=q{\vec {E}}}
Betrakta en mängd av {\displaystyle N} partiklar med laddningen {\displaystyle Q_{i}}, lokaliserade i punkterna {\displaystyle {\vec {r}}_{i}} (kallade källpunkter), det elektriska fältet i {\displaystyle {\vec {r}}} (kallad fältpunkt) är:
{\displaystyle {\vec {E}}({\vec {r}})={\frac {1}{4\pi \varepsilon _{0}}}\sum _{i=1}^{N}{\frac {{\widehat {\mathcal {R}}}_{i}Q_{i}}{\left\|{\mathcal {\vec {R}}}_{i}\right\|^{2}}},}
där
{\displaystyle {\vec {\mathcal {R}}}_{i}={\vec {r}}-{\vec {r}}_{i},}
är förskjutniningsvektorn från en källpunkt
{\displaystyle {\vec {r}}_{i}} till en fältpunkt {\displaystyle {\vec {r}}} och
{\displaystyle {\hat {\mathcal {R}}}_{i}={\vec {\mathcal {R}}}_{i}/\left\|{\vec {\mathcal {R}}}_{i}\right\|}
är en enhetsvektor som indikerar fältets riktning. För en enstaka punktladdning i origo, är storleken av detta elektriska fält {\displaystyle E=k_{e}Q/{\mathcal {R}}^{2},} och pekar bort från origo om laddningen är positiv. Det faktum att kraften (och således fältet) kan beräknas genom summering av alla bidrag från de individuella källpartiklarna är exempel på superpositionsprincipen. Det elektriska fältet som produceras av laddningsdistributionen ges av volymen laddningsdensitet {\displaystyle \rho ({\vec {r}})} och kan beräknas genom att konvertera denna summa till en trippelintegral:
{\displaystyle {\vec {E}}({\vec {r}})={\frac {1}{4\pi \varepsilon _{0}}}\iiint {\frac {{\vec {r}}-{\vec {r}}\,'}{\left\|{\vec {r}}-{\vec {r}}\,'\right\|^{3}}}\rho ({\vec {r}}\,')\operatorname {d} ^{3}r\,'}